# District de Bahawalpur
Le district de Bahawalpur (en ourdou : ضلع بہاول پور) est une subdivision administrative du sud de la province du Pendjab au Pakistan. Constitué autour de sa capitale, Bahawalpur, qui est par ailleurs l'une des plus importantes villes du pays, le district est entouré par les districts de Multan, Lodhran et Vehari au nord, de Bahawalnagar à l'est, l'Inde au sud, et enfin Rahim Yar Khan à l'ouest.
Le district est	situé dans le sud rural de la province du Pendjab, et dispose d'un climat sec et de terres irriguées. Sa population de près de quatre millions d'habitants en 2017 parle très majoritairement saraiki et vit principalement de l'agriculture. De 1690 à 1955, il était le cœur de l'État princier de Bahawalpur, depuis dissous. C'est aujourd'hui un fief politique conservateur, surtout acquis à la Ligue musulmane du Pakistan.

## Histoire

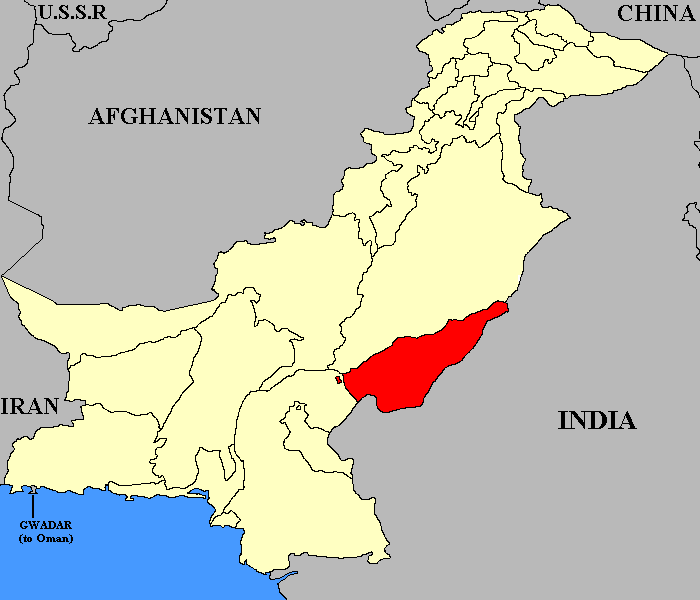
Cartes comprenant les États princiers du Pakistan, dont Bahawalpur en rouge.

L'actuel district de Bahawalpur est issu de l'État princier de Bahawalpur, qui remonte à 1690, et qui a été successivement intégré à l'Empire moghol de 1802 à 1858 puis au Raj britannique de 1858 à 1947. À l'occasion de la création du Pakistan, alors que les différents États princiers étaient invités à choisir entre intégration au Pakistan et à l'Inde, Bahawalpur, dont la population est majoritairement musulmane, décide de rejoindre le Pakistan et lui fourni une aide substantielle.
Le 14 octobre 1955, la principauté est dissoute pour être pleinement intégrée au Pakistan, alors que ce dernier devient une république avec l'adoption d'une nouvelle constitution l'année suivante. Cela a été possible grâce à un accord entre le dernier prince et le gouverneur-général Malik Ghulam Muhammad, permettant à la famille princière de garder son titre de « Nawab » et des privilèges protocolaires. Les frontières de l'ancien État correspondent alors à la nouvelle « division de Bahawalpur ».

## Géographie et économie
Le climat de Bahawalpur est majoritairement chaud et sec, avec des températures s'étalant entre 48 et 7 degrés Celsius. Ainsi, le désert du Cholistan est principalement contenu dans le district. Ce dernier dispose pourtant de nombreuses zones irriguées héritées de l'Empire britannique : la construction du barrage Ottu en 1896 sur la rivière Hakra a permis la constitution d'un réservoir destiné à la culture. La population du district, principalement rurale, vit ainsi surtout de l'agriculture, notamment du coton.

## Démographie

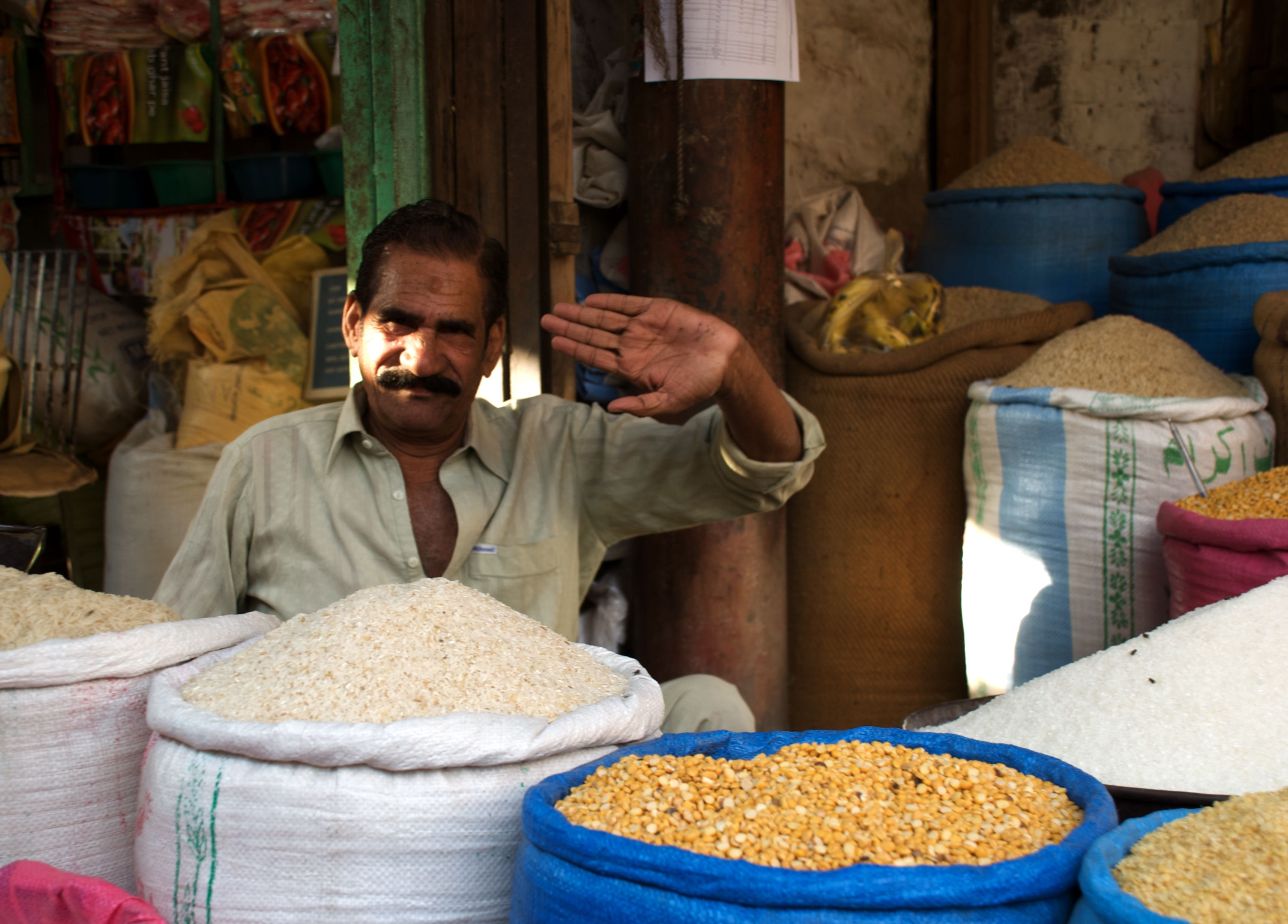
Marché à Bahawalpur.

Lors du recensement de 1998, la population du district a été évaluée à 2 433 091 personnes, dont environ 27 % d'urbains. Le taux d'alphabétisation était de 35 % environ, dont 45 pour les hommes et 24 pour les femmes. 
Le recensement suivant mené en 2017 pointe une population de 3 668 106 habitants, soit une croissance annuelle de 2,18 %, supérieure à la moyenne provinciale de 2,13 % mais inférieure à la moyenne nationale de 2,4 %. Le taux d'urbanisation monte alors à 32 % et l'alphabétisation grimpe à 50 %, dont 42 % pour les femmes et 58 % pour les hommes. 
La langue la plus parlée du district est le saraiki, plus précisément le dialecte riasti, pour les deux-tiers des habitants en 2017. On trouve aussi des minorités parlant pendjabi (25 %) et ourdou (6 %). 
Le district est musulman à 98,3 % en 2017. Les minorités religieuses sont des hindous (1,1 %) et chrétiens (0,5 %).

## Administration

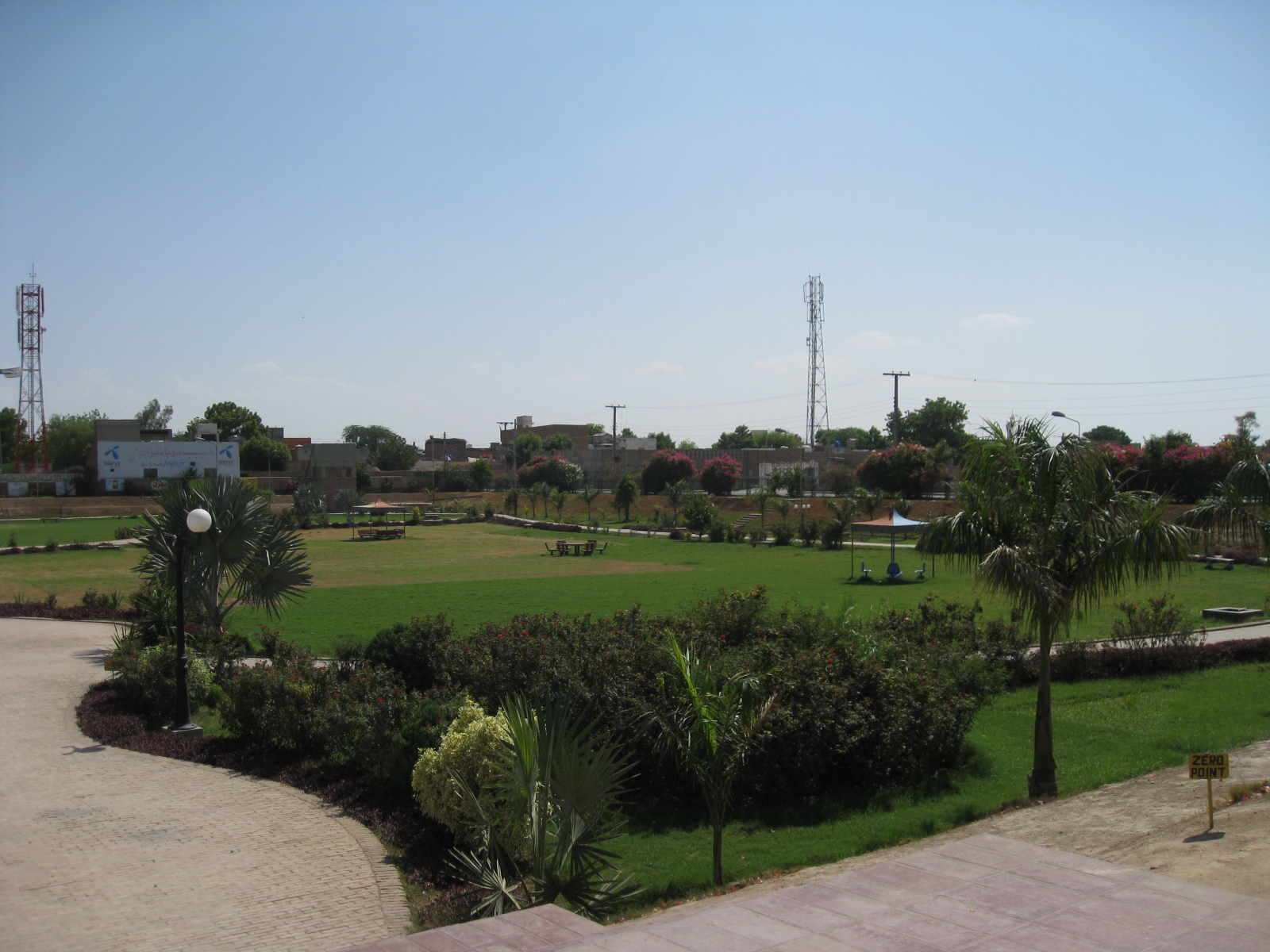
Le parc Allama Iqbal à Hasilpur.

Avant 2000 et depuis 2008, le district de Bahawalnagar est intégré dans la « division de Bahawalpur », bien plus vaste, puisqu'elle comprend également les districts de Bahawalnagar et de Rahim Yar Khan.
Le district est divisé en cinq tehsils (Ahmedpur Sharqia, Bahawalpur, Hasilpur, Khairpur Tamewali et Yazman) et 107 Union Councils.
| Tehsil            | Population (rec. 2017) |
| ----------------- | ---------------------- |
| Ahmedpur Sharqia  | 1 078 683              |
| Bahawalpur Saddar | 574 950                |
| Bahawalpur-ville  | 681 696                |
| Hasilpur          | 456 006                |
| Yazman            | 262 628                |
| Minchinabad       | 614 143                |

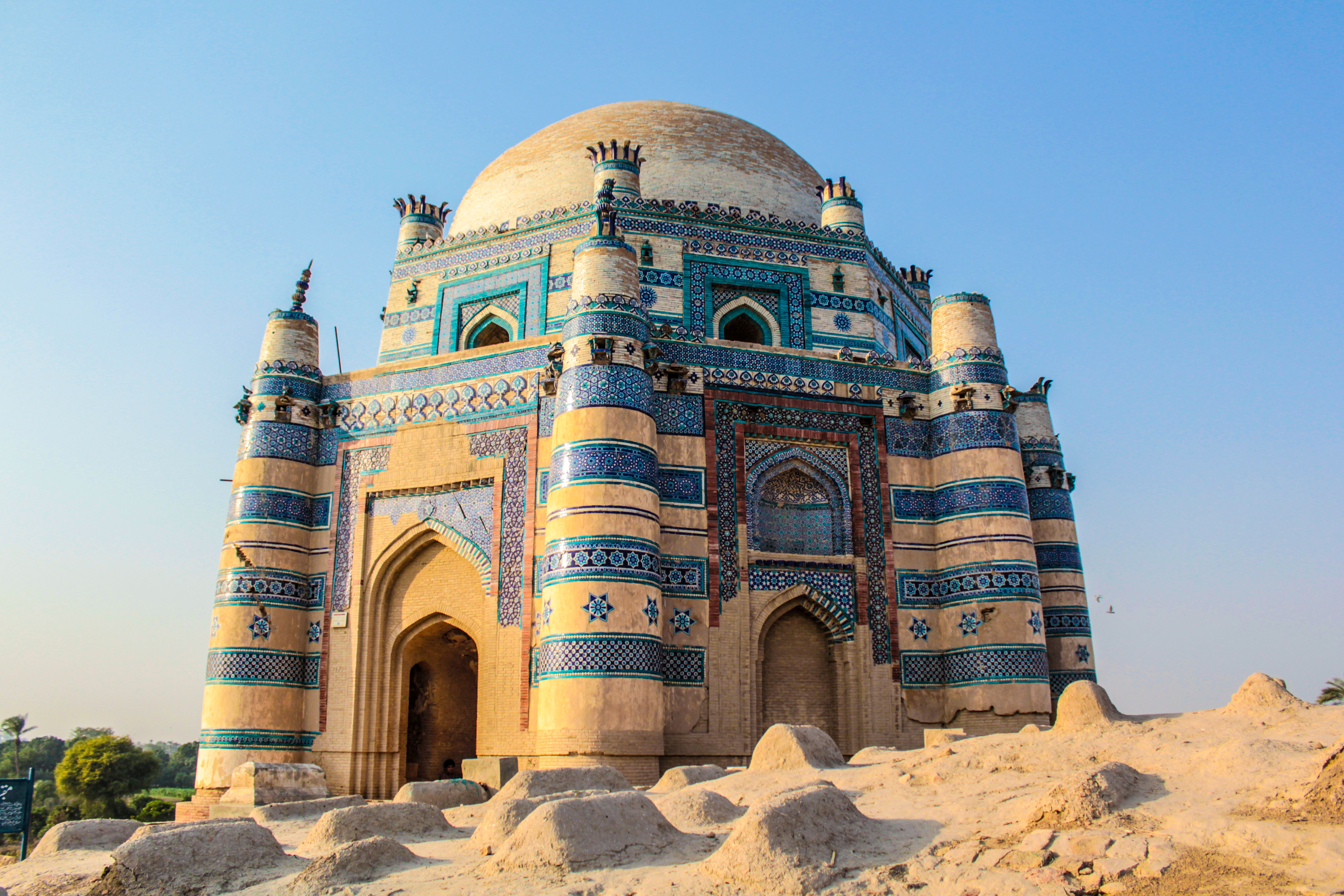
Mausolée de Bibi Jawindi, à Uch.

Sept villes dépassent les 20 000 habitants, et la plus importante est de loin la capitale Bahawalpur, qui regroupait à elle seule près de 21 % de la population totale du district en 2017. Ces sept villes regroupent quant-à elles la totalité de la population urbaine, selon le recensement de 2017.
| Ville             | Population (rec. 2017) |
| ----------------- | ---------------------- |
| Bahawalpur        | 762 111                |
| Ahmedpur Sharqia  | 133 369                |
| Hasilpur          | 115 536                |
| Yazman            | 48 976                 |
| Uch               | 42 608                 |
| Khairpur Tamewali | 41 420                 |
| Samma Satta       | 27 238                 |

## Politique
De 2002 à 2018, le district est représenté par les dix circonscriptions no 267 à 276 à l'Assemblée provinciale du Pendjab et par les cinq circonscriptions no 183 à 187 à l'Assemblée nationale. Depuis 2018 et le nouveau découpage, les cinq circonscriptions nationales sont numérotées de 170 à 174 et les dix provinciales de 245 à 254.
Lors des élections législatives de 2008, elles ont été remportées par cinq candidats de la Ligue musulmane du Pakistan (N), trois de la Ligue musulmane du Pakistan (Q), trois du Parti du peuple pakistanais et quatre indépendants,, et durant les élections législatives de 2013 elles sont remportées par onze candidats de la Ligue musulmane du Pakistan (N), deux de la Ligue musulmane du Pakistan (Q), un de la Jamaat-e-Islami et un candidat d'un parti local,.
Avec les élections législatives de 2018, la Ligue musulmane du Pakistan (N) arrive de nouveau en tête mais est affaiblie par une alliance entre le Mouvement du Pakistan pour la justice et la Ligue musulmane du Pakistan (Q) qui se sont retirés l'un à la faveur de l'autre dans les circonscriptions.
| Parti                                        | Voix (national) | %       | Élus nationaux | Élus provinciaux |
| -------------------------------------------- | --------------- | ------- | -------------- | ---------------- |
| Ligue musulmane du Pakistan (N)              | 362 503         | 34,70 % | 2              | 5                |
| Mouvement du Pakistan pour la justice        | 297 354         | 28,46 % | 2              | 3                |
| Parti du peuple pakistanais                  | 122 769         | 11,75 % | 0              | 0                |
| Ligue musulmane du Pakistan (Q)              | 106 494         | 10,19 % | 1              | 2                |
| Tehreek-e-Labbaik Pakistan                   | 27 922          | 2,67 %  | 0              | 0                |
| Muttahida Majlis-e-Amal                      | 16 773          | 1,61 %  | 0              | 0                |
| Autres partis                                | 1 045           | 0,10 %  | 0              | 0                |
| Indépendants                                 | 109 885         | 10,52 % | 0              | 0                |
| Total exprimés (participation : 57,03 %)     | 1 044 745       | 100 %   | 5              | 10               |
| Source : Commission électorale du Pakistan,. |                 |         |                |                  |